# Музей сучасного мистецтва України
Музей сучасного  мистецтва України — Музей сучасного мистецтва в місті Києві, Україна. Перший приватний музей сучасного мистецтва в Україні. Відкритий 17 червня 2005 року за ініціативи мецената і фундатора музею Сергія Цюпка. Знаходиться за адресою: Київ, вул. Євгена Коновальця, 44-а
Колекція нараховує понад 6000 творів живопису, графіки, скульптури і декоративно-ужиткового мистецтва. У колекції зберігаються твори понад 700 авторів.

## Історія
Музей відкрито 17 червня 2005 року за ініціативи бізнесмена і мецената Сергія Цюпка на основі власної колекції, яку він почав збирати 20 років тому. Музей розташувався в історичній частині Подолу на двох поверхах будівлі по вулиці Братській, 14. Основу колекції музею складав нефігуративний живопис сучасних українських художників. Згодом вирішено розширити межі збірки, зосередивши увагу на мистецтві України періоду другої половини XX століття. Коли кількість творів збільшилась, було прийняте рішення створити музей.

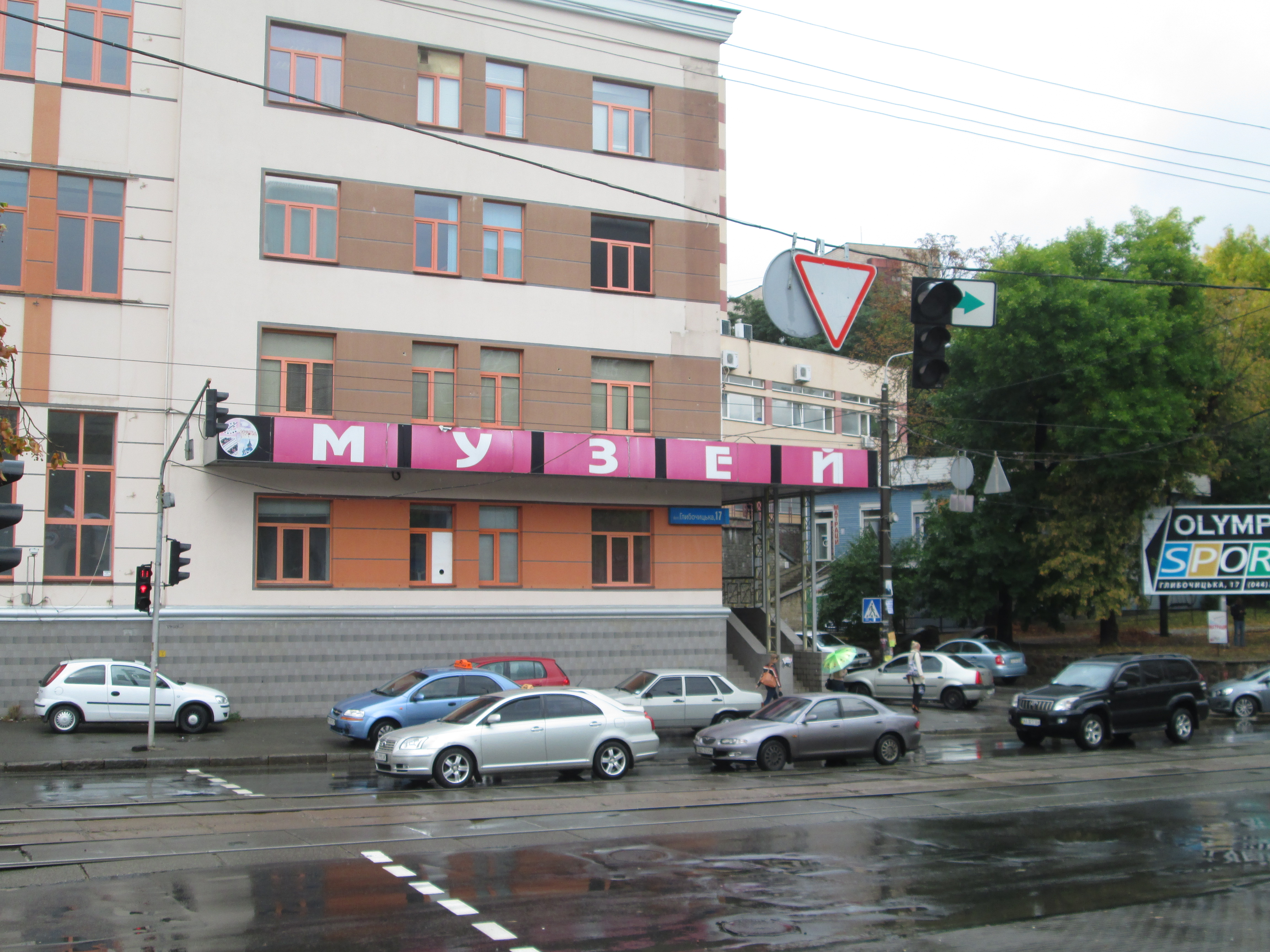
Приміщення музею на вулиці Глибочицькій.

У грудні 2009 року відбувся переїзд музею до нового триповерхового приміщення по вул. Глибочицькій, 17. Великі площі (понад 3,5 тис. м²) дозволили сформувати першу постійну експозицію з найкращих творів збірки (вона займає другий і третій поверхи).
У вересні 2014 року Музей відкрив свої двері по вул. Кирилівській, 41.
Зараз Музей розташовується за адресою вул. Євгена Коновальця, 44-а
Сьогодні це чотири виставкові простори для постійних та тимчасових експозицій (увесь І-й поверх). Нині це єдиний у нашій країні музей, де зберігаються твори багатьох представників різних мистецьких шкіл і напрямів усіх регіонів України від 1930-х років XX століття до сьогодення.
Колекція нараховує понад шість тисяч творів живопису, графіки, скульптури і декоративно-ужиткового мистецтва. У колекції зберігаються твори понад 700 авторів.

## Експозиція
У музеї зберігаються колекції стародавньої української ікони, класиків вітчизняного живопису початку XX століття; розгорнуто представлене вітчизняне мистецтво доби реалізму і соцреалізму другої половини XX століття та твори митців андеґраунду 1960—1970-х років. Паралельно діють два виставкові простори для тимчасових експозицій (увесь І-й поверх та мала виставкова зала III-го поверху). Нині це єдиний в Україні музей, де зберігаються твори багатьох представників різних мистецьких шкіл і напрямів усіх регіонів країни від 1930-х років до сьогодення.
Колекція нараховує понад 6000 творів живопису, графіки, скульптури і декоративно-ужиткового мистецтва. У колекції зберігаються твори понад 700 авторів. Серед них — Володимир Костецький, Михайло Дерегус, Микола Глущенко, Сергій Григор'єв, Георгій Меліхов, Тетьяна і Олена Яблонські, Іван Кавалерідзе, Євген Прокопов, Євген Волобуєв, Борис Рапопорт, Адольф Константинопольський, Олександр Хмельницький, Асхат Сафаргалін, Григорій Томенко, Євген Трегуб, Сергій Бесєдін, Микола Павлюк, Володимир Заузе, В'ячеслав Токарєв, Володимир Філатов, Костянтин Ломикін, Володимир Власов, Адольф Лоза, Микола Шелюто, Яким Левич, Василь Лопата, Олександр Аксінін, Михайло Божій, Альбін Гавдзінський, Юрій Єгоров, Іван Труш, Олена Кульчицька, Олекса Новаківський, Роман Сельський, Карло Звіринський, Любомир Медвідь, Роман Петрук, Еманнуїл Мисько, Федір Захаров, Петро Столяренко, Валентин Бернадський, Віктор Толочко, Валентина Цвєткова, Анна Олейник, Адальберт Ерделі, Федір Манайло, Антон Кашшай, Андрій Коцка, Ернест Контратович, Володимир Микита, В'ячеслав Приходько, Василь Хмелько, Микола Вакер, Абрам Маневич, Олесь Семерня, Михайло Туровський, Сергій Базілєв, Оксана Чепелик, Сергій Гета та інші.
У музеї працює бібліотека; у лекційній залі (50-60 місць) проходять теоретично-практичні заходи: майстер-класи, лекції, семінари, круглі столи, конференції із запрошенням українських та іноземних мистецтвознавців, художників, кураторів, галеристів.